# Macrobrachium panamense
Macrobrachium panamense es una especie de crustáceo palemónido que habita en humedales y ríos de Colombia, Costa Rica, Honduras, Nicaragua, Panamá y Perú.

## Ciclo vital.
Las hembras desovan miles de huevos que incuban en su abdomen. Las hembras viven en agua dulce hasta desovar en agua salada. Las larvas después de desarrollarse migran hacia masas de agua dulce y el ciclo se repite de nuevo.

## Explotación pesquera
Este crustáceo es pescado en gran cantidad en comunidades ribereñas de América Latina. Es de gran interés económico aunque no ha sido muy estudiado y sus poblaciones están en riesgo, tanto por la sobrepesca, tanto por la destrucción de su hábitat.